# タビストック・クリニック
タビストック・クリニック（英: Tavistock Clinic）はロンドン北部のハムステッドに位置する力動的治療を専門とする医療施設であり、現在は国民保健サービス（NHS）のひとつ、タビストック・ポートマンNHSトラストの配下にある。
教育や研修にも力を入れており、医師、サイコロジスト、研修生合わせておよそ1000名近くが在籍している。タビストック人間関係研究所など複数の研究機関を併設している。

## 沿革

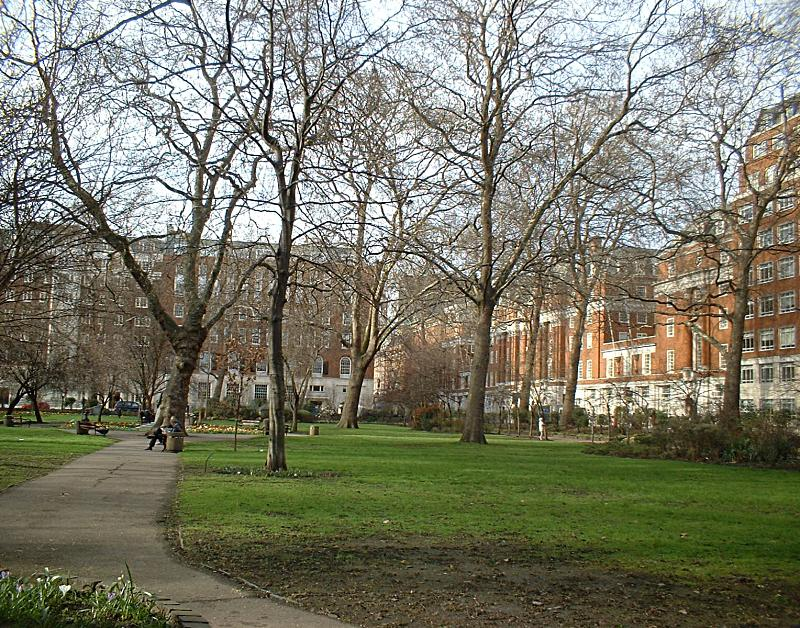
タヴィストック・スクエア

1920年、精神科医のヒュー・クリクトン・ミラーによって設立された。
設立時の場所は、大ロンドンのカムデン区ブルームスベリーのタヴィストック・スクエア。
第一次世界大戦の帰還兵のシェルショックなどの精神的後遺症の治療に従事した。
1934年頃からチャーチルが、イギリス本土空爆の可能性を訴え始めるようになると、都会の住民が疎開するための大規模な精神病院が設立されるようになったが、第二次世界大戦が始まると、ミラーは保健省の救急医療サービスに志願し、そのような病院のひとつであるワトフォードのスタンボローズ ハイドロ病院の医長となった。
1947年9月にロンドンで設立されたタヴィストック人間関係研究所の前身団体であるという説がある。